# Ryszard Michalak
Ryszard Cezary Michalak (ur. 1972) – polski politolog, doktor habilitowany nauk społecznych w zakresie nauk o polityce. Zajmuje się problematyką polityki wyznaniowej PRL, sytuacją religijno-polityczną Federacji Rosyjskiej oraz politologią religii.

## Życiorys
W 1996 roku ukończył studia na Uniwersytecie Wrocławskim. W 2001 roku uzyskał w Wyższej Szkole Pedagogicznej w Zielonej Górze stopień naukowy doktora. W 2015 roku otrzymał stopień doktora habilitowanego. Jest zatrudniony w Instytucie Politologii Wydziału Humanistycznego Uniwersytetu Zielonogórskiego.
Wszedł w skład komitetu wspierającego kandydaturę Karola Nawrockiego na prezydenta RP w wyborach w 2025.

## Zapatrywania naukowe
Uważa, że kluczem do wyjaśnienia koncepcji i celów polityki wyznaniowej wobec mniejszości religijnych w latach 50. są „Notatki służbowe” Serafina Kiryłowicza i inne materiały Wydziału III Urzędu do Spraw Wyznań. Tam zostały zapisane motywacje decydentów.
W czasach stalinowskich ważne miejsce w polityce wyznaniowej państwa stanowiła polityka likwidacyjna. Wynikało to z ideologicznej potrzeby desakralizacji przestrzeni publicznej. W okresie stalinizmu, poza Kościołem katolickim, sześć innych związków religijnych uznano za szczególnie niepożądane: Świadkowie Jehowy, Kościół Greckokatolicki, ZKE, Kościół Metodystyczny, Unia Zborów ADS i Polski Narodowy Kościół Katolicki. Po roku 1956 ocenę taką utrzymano tylko wobec ŚJ i Kościoła Greckokatolickiego. ŚJ uważano za wspólnotę aspołeczną, misyjną i uzależnioną od ośrodka w USA. Kościół Greckokatolicki był traktowany jako „nośnik separatyzmu ukraińskiego”. ZKE traktowano jako środowisko misyjne i powiązane z ośrodkami na Zachodzie, Kościół Metodystyczny był środowiskiem misyjnym, powiązanym z ośrodkami na Zachodzie oraz wspólnotą konkurencyjną dla ewangelików augsburskich. ADS było traktowane jako środowisko misyjne i powiązane z ośrodkami na Zachodzie. W odniesieniu do Polskiego Narodowego Kościoła Katolickiego dokonano reorientacji polityki, od likwidacyjnej do sprzyjającej wspólnocie.

## Publikacje
- Państwo wobec działalności Kościołów protestanckich typu ewangeliczno-baptystycznego w latach 1947-1950 na przykładzie Ziem Zachodnich „Studia Zachodnie”, t III, 1998, s. 173-186.
- Kościoły protestanckie i władze partyjno-państwowe w Polsce (1945-1956) (2002)
- Historia polityczna Polski 1952-2002 (2003)
- Środowiska protestanckie wobec kwestii współpracy duchownych ze służbą bezpieczeństwa PRL [w:] Kościoły, polityka, historia : ze studiów nad problemami mniejszości wyznaniowych w Polsce w XX i XXI wieku / red. Stefan Dudra, Olgierd Kiec, Warszawa : Wydaw. Naukowe „Semper”, 2009, s. 161-175 ISBN 978-83-7507-069-9
- Polityka wyznaniowa państwa polskiego wobec mniejszości religijnych w latach 1945-1989 (2014) ISBN 978-83-7842-124-5
- Religijne determinanty polityki (2014)